# Teichgasse (Weimar)

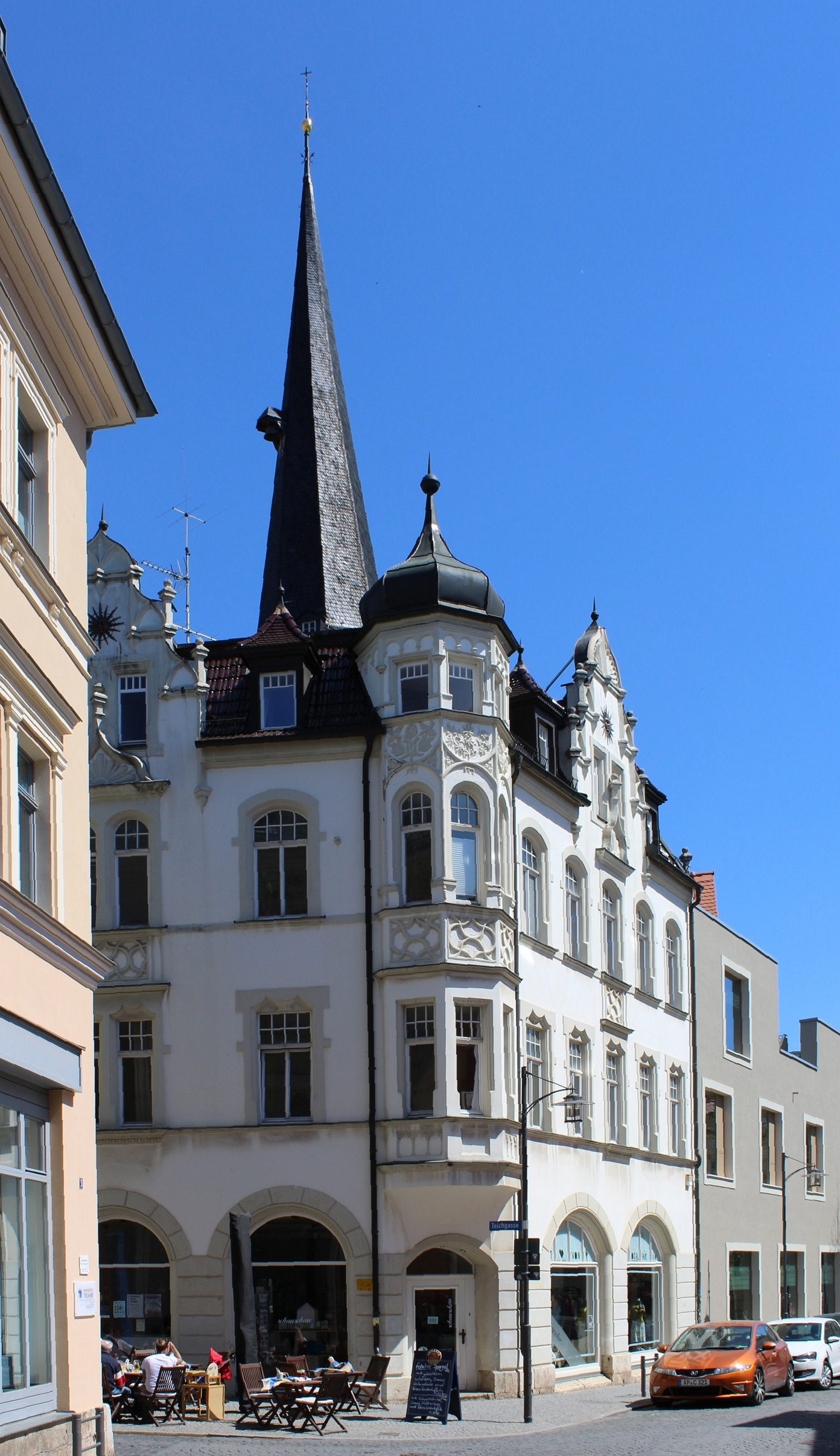
Teichgasse 4

Die Teichgasse ist ein Straßenzug in der Altstadt von Weimar.
Der Name weist auf ein ehemaliges Vorhandensein von Teichen hin, wo möglicherweise Gerberei bzw. gleichzeitig Fischzucht betrieben wurde. Es gibt unterhalb des Grabens auch eine Gerberstraße, die ihrem Namen nach darauf hindeutet. Sie verläuft vom Eisfeld zum Teichplatz, wo sich der Delphinbrunnen befindet. Hinter der dortigen Mauer befindet sich der Herdergarten. Die Teichgasse endet am Graben.
Vor dem Gebäude Teichgasse 6 in Weimar befinden sich Stolpersteine für die 1942 deportierten und 1942 bzw. 1943 ermordeten Hedwig Hetemann, geb. Markus und Johanna Straubing, geb. Hetemann. Hier befand sich u. a. ein Spielwarenladen, der auch von den Novemberpogromen 1938 betroffen war, wie Erinnerungen an Hedwig Hetemann und Johanna Straubing verraten. Ihr Laden war das letzte jüdisch geführte Geschäft in Weimar. Zu erfahren ist auch, dass Hedwig Hetemann in Magdeburg geboren wurde.

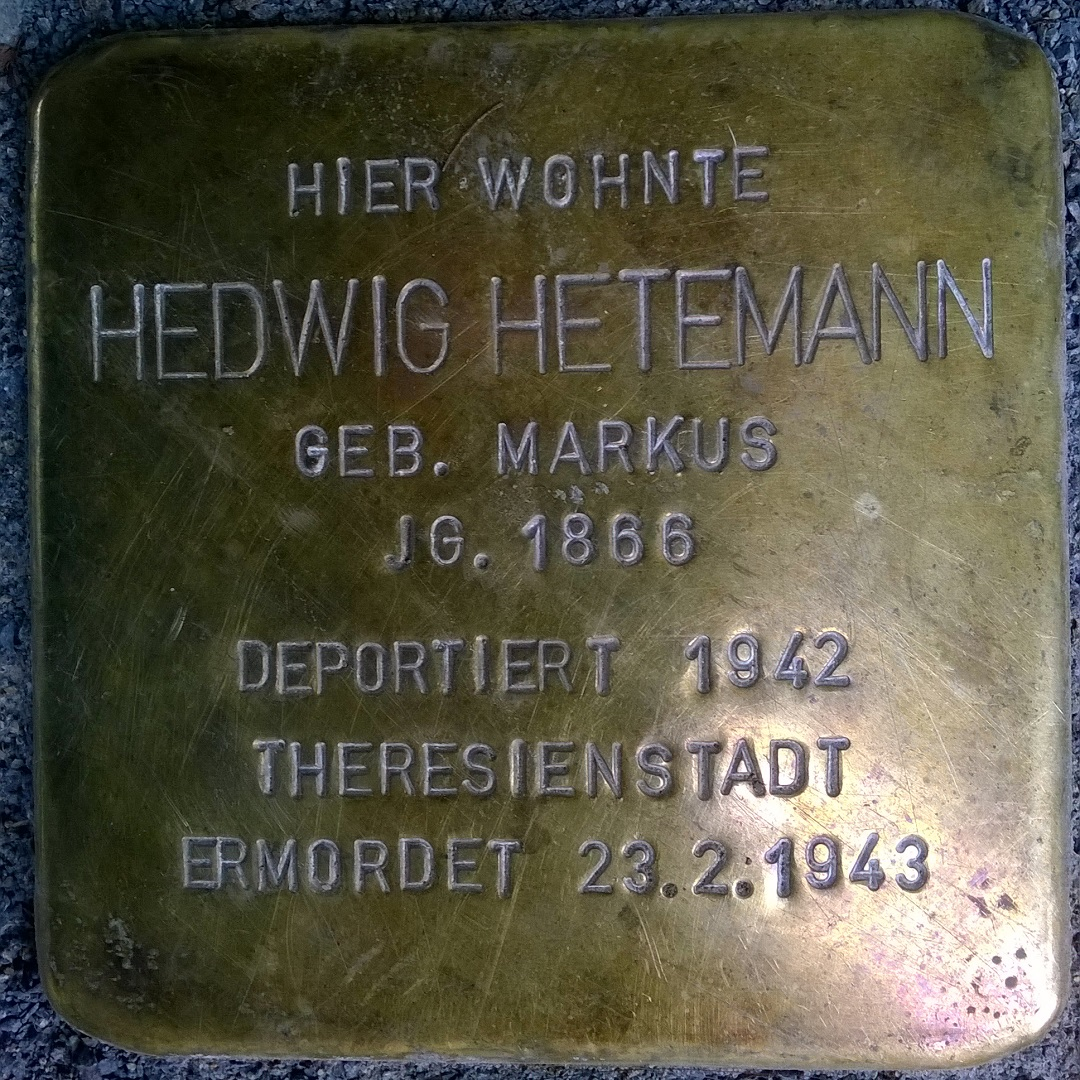
Stolperstein für Hedwig Hetemann
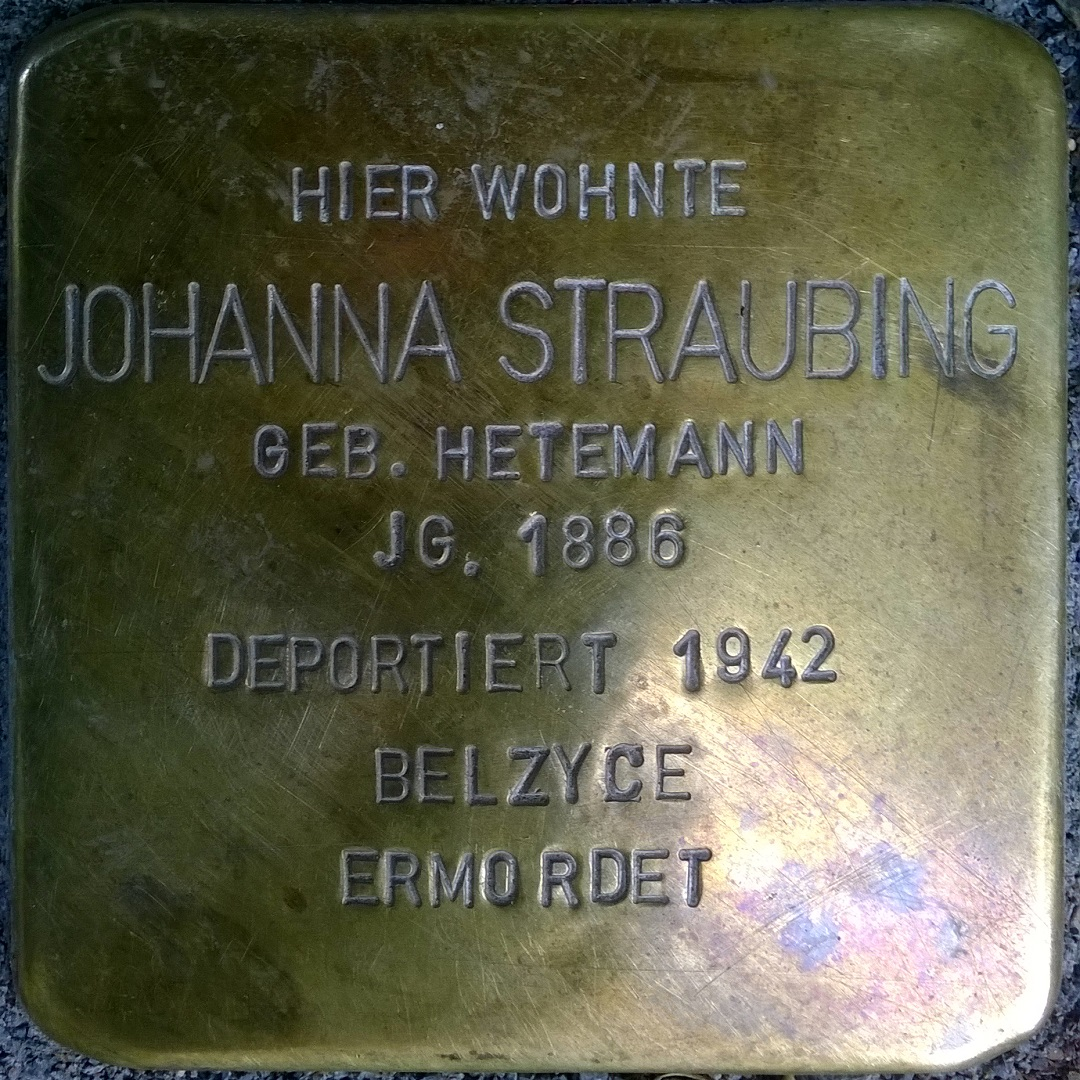
Stolperstein für Johanna Straubing

Der gesamte Straßenzug steht auf der Liste der Kulturdenkmale in Weimar (Sachgesamtheiten und Ensembles).
Er ist nicht zu verwechseln mit der Kleinen Teichgasse, die es in Weimar auch gibt. Beide Straßen treffen auf dem Teichplatz aufeinander.